# Pável Dúrov
Pável Valérievich Dúrov (Leningrado, 10 de octubre de 1984) es un empresario ruso conocido por fundar la red social VK (En contacto), y desarrollar, junto a su hermano Nikolái Dúrov, Telegram. Su fama de competidor frente a Facebook, hicieron que los medios lo apodaran el Mark Zuckerberg ruso. En 2020, Forbes lo incluyó entre las 10 personas más ricas de Rusia debido a que recibe financiamiento de su organización Telegram.
Durov tiene 100 hijos, mayormente gracias a sus donaciones de esperma en más de 15 países.

## Biografía

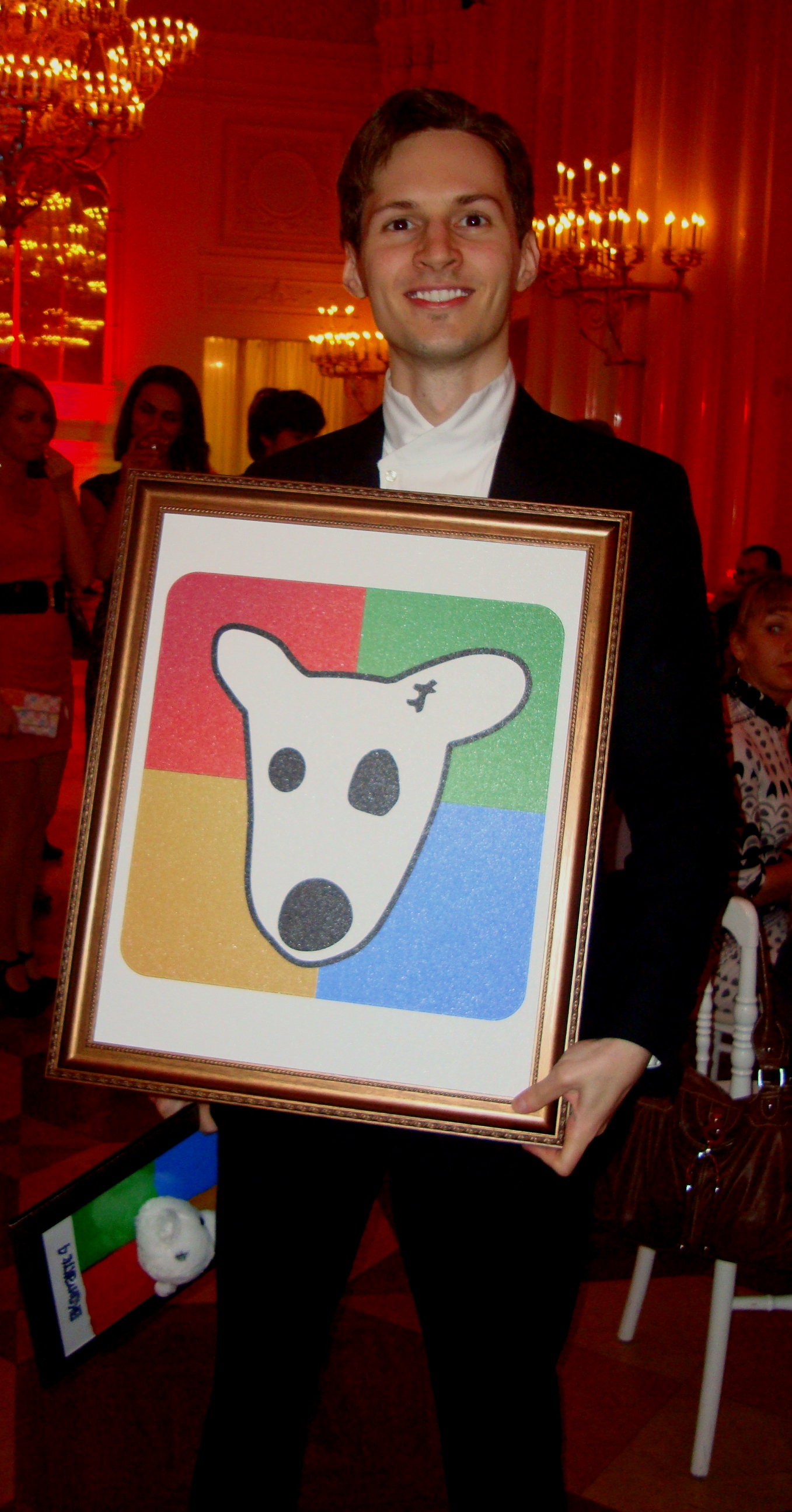
Pável Dúrov en su 26 cumpleaños.

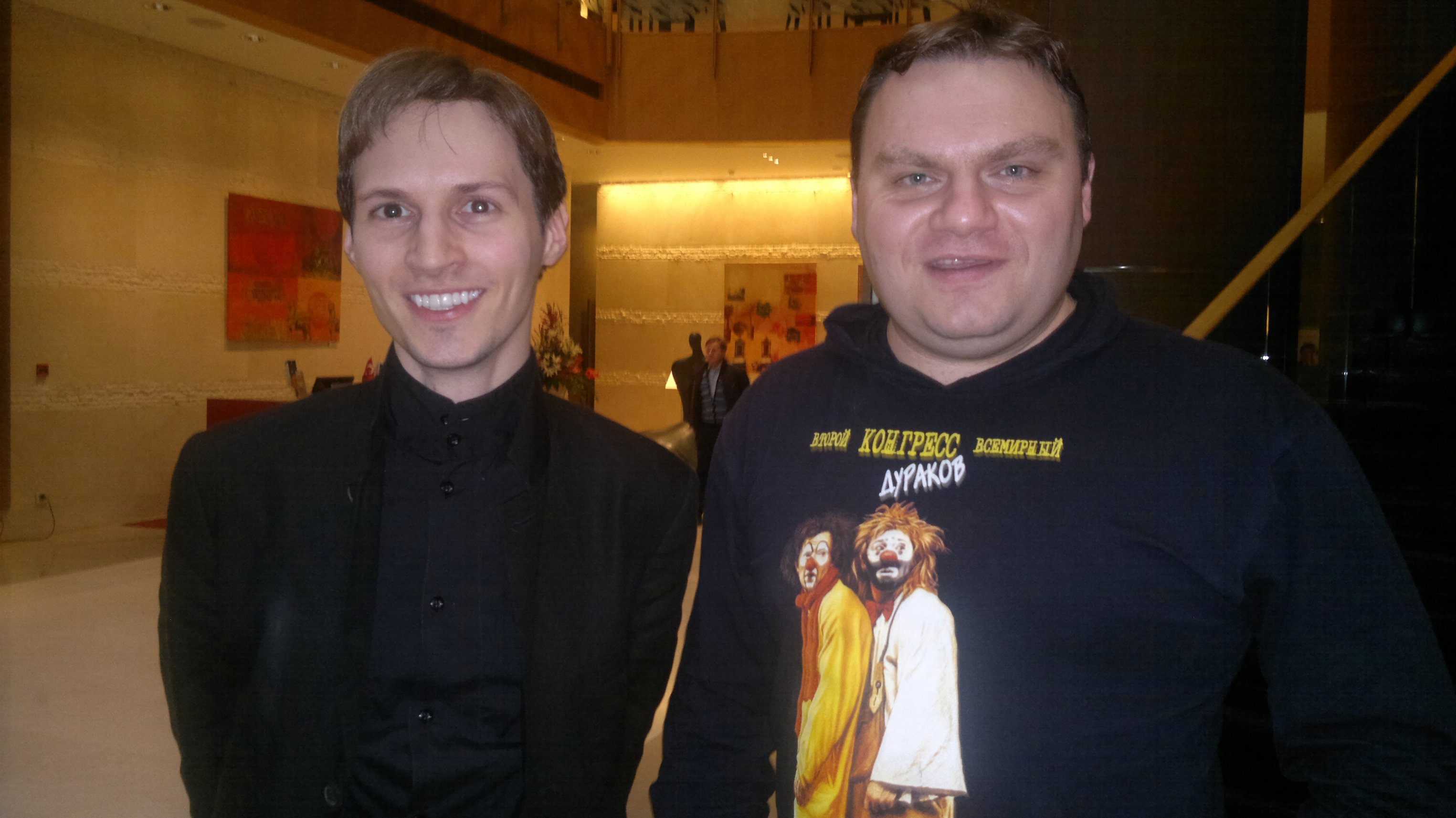
Pável Dúrov (izquierda) y el periodista ruso Aleksandr Plyúschev, 2010.

Pável Dúrov nació en San Petersburgo en el seno de una familia de origen judío. Su padre Valeri es doctor en filología y estaba empleado en Italia, así que pasó la mayor parte de su infancia en Turín. Al terminar la escuela en 2001 regresó a Rusia donde asistió al Gymnasium Académico en San Petersburgo. En 2006, se licenció en filología inglesa por la Universidad Estatal de San Petersburgo. Mientras se preparaba para ser intérprete y traductor, creó una librería en línea (durov.com) para sus compañeros con la que compartir apuntes y libros. El invento se hizo popular en la universidad y entonces lo amplió a un foro universitario. En 2006, el periódico Delovoy Peterburg publicó un artículo sobre el foro universitario. Su antiguo compañero Viacheslav Mirilashvili estaba viviendo en Estados Unidos y leyó el artículo. Viendo su potencial, se reunió con Pável Dúrov, y el padre de Mirilashvili financió el proyecto en noviembre de 2006 como VKontakte (VK). A finales de 2007, tenía 3 millones de usuarios. En su origen, pretendía ser una red social estudiantil, pero pronto se agregaron padres, abuelos y hermanos pequeños.
En 2010, la Recording Industry Association of America colocó VKontakte en el segundo lugar de distribuidores ilegales de música en el mundo. En 2011, la Office of the United States Trade Representative colocó VKontakte entre las bases de datos piratas más significativas.
Se iniciaron demandas y pleitos sin éxito. Dúrov es conocido por sus ideas libertarias y por creer en la libertad para compartir archivos.
El 4 de diciembre de 2012, se celebraron las elecciones a la Duma Estatal. Ganó el partido gobernante, Rusia Unida, pero muchas anomalías en el proceso de votación se grabaron en teléfonos móviles por votantes y observadores. Muchas historias de fraude inundaron internet, contribuyendo a la aparición de muchos grupos opositores en las redes sociales.
Dos semanas más tarde, el Servicio Federal de Seguridad (FSB) se dirigió a Pável Dúrov, pidiéndole que bloqueara a 7 de esos grupos en su red social. Dúrov publicó la carta con su respuesta en su página personal: la foto de un perro sacando la lengua. En 2011, un equipo de antidisturbios (SWAT) rodeó su casa en San Petersburgo. Abandonaron la casa después de una hora. Debido a su negativa al bloqueo, Dúrov fue citado a comparecer a la oficina del fiscal general para testificar, pero no fue imputado.
En mayo de 2012, VK tenía 150 millones de usuarios.
El 16 de abril de 2014, Dúrov se negó públicamente a entregar datos de los manifestantes ucranianos a las agencias de seguridad rusas y a bloquear algunas páginas en VK, alegando que las peticiones eran ilegales.
El 21 de abril de 2014, Dúrov fue despedido como CEO de VK. La compañía dijo que actuaba según una carta de dimisión escrita por Dúrov un mes antes y que no retiró.
Dúrov afirmó que la compañía había sido tomada por los aliados de Vladímir Putin, sugiriendo que su salida era el resultado de su negativa a entregar datos personales de usuarios a los servicios de seguridad rusos y su negativa a entregar detalles de personas que eran miembros del grupo de VK dedicado al movimiento de protesta de Euromaidán. El 16 de abril de 2014, Dúrov se negó públicamente de bloquear la página VK de Alekséi Navalni.
Cuando los aliados de Putin consiguieron el 88 % de VK, Dúrov vendió sus participaciones por varios cientos de millones de dólares.
Dúrov abandonó Rusia en 2014 y afirmó que no tenía planes para volver y que el país era incompatible con el negocio en internet en ese momento.
A finales de 2014, VK tenía 270 millones de usuarios.

## Telegram Messenger
Junto a su hermano Nikolái Dúrov, creó Telegram, que opera independientemente de VK desde 2013. Como CEO de la organización, se encargó de llevarla más allá que las populares aplicaciones de mensajería, con aspectos como la capacidad de almacenamiento, el desarrollo de MTProto y mejoras en la interacción de mensajes. Uno de sus objetivos es proveer mayor privacidad y seguridad, sin perder su diseño y fácil manejo.
Telegram promovió el software libre, que puede ser modificado por la comunidad, por lo que existen clientes oficiales para móviles (inicialmente Android e iOS), ordenadores, así como versiones para ejecutar en el navegador. Fue traducido al español para móviles a principios de febrero de 2014 y para computadoras a finales del mismo año.

## Premios y galardones
Se lo ha llamado el Mark Zuckerberg de Rusia. En agosto de 2014, Pável Dúrov fue nombrado en el Nordic Business Forum como la mayor promesa en la Europa del Norte con menos de 30 años. En diciembre de 2020, el medio estadounidense Político lo incluyó en la lista de las 28 personas más disruptivas del año.

## Vida personal
Habla ruso, italiano e inglés y lee español. Es defensor de la moneda Bitcoin e intentó desarrollar una criptomoneda propia llamada Gram cuyo desarrollo se detuvo en 2020 a raíz de una orden judicial prohibiendo su uso por cualquier estadounidense. Desde su salida de Rusia, su vida se mantuvo en reserva, incluso a mediados de 2018 dejó de estar activo en el espacio mediático.
En 2021, Pável Dúrov obtuvo la nacionalidad francesa y la de los Emiratos Árabes Unidos.
Después de haber huido de Rusia al tener problemas con las autoridades sobre el contenido disidente en VK, Dúrov adquirió la ciudadanía de San Cristóbal y Nieves, una federación de islas en el Caribe, con una donación de $250.000 dólares. Este pasaporte le ha permitido viajar alrededor del mundo y cambiar de residencia constantemente. La venta de su participación en VK en 2004 se estima alrededor de $300 millones de dólares. El 24 de enero de 2012, mientras atendía a la conferencia Digital Life Design en Múnich, Alemania, realizó una donación de un millón de dólares a Wikipedia. En 2019, realizó otra donación a servicios VPN tras el bloqueo de Telegram en Rusia.
Para 2023, el medio Forbes señaló que es residente de las Islas Jumeirah.
Durov tiene 100 hijos, mayormente gracias a sus donaciones de esperma en más de 15 países.

### Fortuna
En diciembre de 2014, su fortuna se aproximó a los 200 millones de euros. En 2018, Dúrov llegó a la lista de los milmillonarios con un valor de 1.7 mil millones de dólares. Dp.ru calcula su fortuna a 2.317 mil millones de rublos, considerándolo como el tercer ruso más rico. En 2019, su fortuna ascendió a 2.7 mil millones, gracias a la recaudación de dinero para el futuro desarrollo de TON. En 2020, Forbes calculó que su patrimonio ascendió a 12.7 mil millones e lo incluyó entre los 10 más ricos de Rusia.
Además, tiene una participación de 35 millones de dólares en bitcoins (a octubre de 2018).

## Arresto en 2024
Según informes publicados en medios franceses, Dúrov fue arrestado el 24 de agosto de 2024 por fuerzas especiales en Francia en el aeropuerto de Le Bourget, inmediatamente después de salir de su avión privado. La detención de Dúrov se basó en una orden de arresto emitida por la Policía Judicial Nacional francesa como parte de una investigación preliminar. Las autoridades no confirmaron el arresto, y organizaciones supranacionales, como la Comisión Europea, negaron estar vinculadas al mismo.
Dúrov está acusado de no haber tomado ninguna medida en su aplicación Telegram, donde presuntamente se cometen delitos graves, como tráfico de drogas, delitos contra menores y fraudes. Esta detención se produjo tras su llegada a Francia procedente de Azerbaiyán y, si se prueban los cargos, podría enfrentarse a una pena de hasta 20 años de prisión. Se dice que Dúrov había evitado viajar previamente a Europa por posibles riesgos legales.
Los informes también indican que Dúrov estaba en la lista de personas buscadas por las autoridades francesas, y su arresto se debió a su falta de cooperación con los funcionarios judiciales, incluidos los asuntos relacionados con las actividades de Telegram,las mismas que tras 48 horas de su detención, lo llevaron a 12 cargos criminales. Según la policía francesa, la actividad delictiva en Telegram no se vio frenada por la falta de moderadores. En respuesta a esto, los desarrolladores de la aplicación afirmaron que ésta sí cumple con las normas de la Unión Europea, incluida la exigencia de la Ley de Servicios Digitales de supervisar contenidos inapropiados.
El diario The Wall Street Journal señaló que la detención de Dúrov exacerbó las tensiones diplomáticas entre Francia y Rusia, uno de los países postsoviéticos que ha adoptado la aplicación. Al mismo tiempo, figuras como Elon Musk o Edward Snowden criticaron al presidente de Francia, Emmanuel Macron, por su involucramiento en el arresto.
El Ministerio de Exteriores de Emiratos Árabes Unidos anunció que presentó una solicitud al Gobierno de Francia para proporcionar «todos los servicios consulares necesarios de manera urgente».
El 28 de agosto Dúrov fue liberado mediante el pago de una fianza de más de 5 millones de euros; se debe presentar ante la policía dos veces por semana y no puede salir de Francia.
En marzo de 2025, a Durov se le permitió salir de Francia y regresó a Dubái.
El 9 de junio de 2025, en su primera entrevista desde su arresto y casi un año después, Durov dijo Tucker Carlson "Fue muy desconcertante para mí estar detenido en París y enterarme de que Telegram había cometido un error o no había procesado ciertas solicitudes". Cuando Carlson interrogó a Durov sobre los cargos en su contra y por qué sus movimientos seguían restringidos, Durov respondió: "Para ser honesto, todavía estoy buscando respuestas. "Estoy desconcertado." Continuó: "Al principio dijeron: 'Oh, no has respondido a nuestras solicitudes legales, y es por eso que eres cómplice'" Pero, en primer lugar, es falso decir que no respondimos a solicitudes jurídicas jurídicamente vinculantes y, en segundo lugar, se trata de una interpretación muy amplia de la complicidad, incluso para el sistema jurídico y judicial francés.